# Condado de Alamosa
El condado de Alamosa (en inglés: Alamosa County), fundado en 1913, es uno de los 64 condados del estado estadounidense de Colorado. En el año 2000 tenía una población de 14 966 habitantes con una densidad poblacional de 8 personas por km². La sede del condado es Alamosa.

## Historia
El condado se creó el 8 de marzo de 1913 al separarlo del condado de Costilla.

## Geografía
Según la Oficina del Censo, el condado tiene un área total de 1874 km² (723,6 mi²), de la cual 1872 km² (722,8 mi²) es tierra y 21 km² (8,1 mi²) (0.11%) es agua.

### Condados adyacentes
- Condado de Saguache - norte.
- Condado de Huérfano - este.
- Condado de Costilla - sureste.
- Condado de Costilla - suroeste.
- Condado de Río Grande - oeste.

## Ciudades y pueblos
- Alamosa
- Alamosa East
- Hooper
- Mosca

## Espacios naturales protegidos
El parque nacional de Great Sand Dunes National Park and Preserve se protegió por el congreso estadounidense en 2004 y antes era llamado Great Sand Dunes National Monument (Monumento nacional de las grandes dunas de arena). Parte del parque pertenece al condado de Saguache.
Además existen los siguientes espacios protegidos:
- Alamosa National Wildlife Refuge (Refugio nacional de vida salvaje de Alamosa).[2]
- Monte Vista National Wildlife Refuge (Refugio nacional de vida salvaje de Monte Vista).[3]
- Rio Grande National Forest (Bosque nacional de Río Grande).[4]
- San Luis State Park (Parque estatal de San Luis).[5]
- Sangre de Cristo Wilderness (Desierto de la Sangre de Cristo).